# Macon (Misuri)
Macon es una ciudad ubicada en el condado de Macon en el estado estadounidense de Misuri. En el Censo de 2010 tenía una población de 5471 habitantes y una densidad poblacional de 335,14 personas por km².

## Geografía
Macon se encuentra ubicada en las coordenadas 39°44′32″N 92°28′14″O / 39.74222, -92.47056. Según la Oficina del Censo de los Estados Unidos, Macon tiene una superficie total de 16.32 km², de la cual 15.54 km² corresponden a tierra firme y (4.82%) 0.79 km² es agua.

## Demografía
Según el censo de 2010, había 5471 personas residiendo en Macon. La densidad de población era de 335,14 hab./km². De los 5471 habitantes, Macon estaba compuesto por el 90.75% blancos, el 5.57% eran afroamericanos, el 0.26% eran amerindios, el 0.62% eran asiáticos, el 0.04% eran isleños del Pacífico, el 0.31% eran de otras razas y el 2.45% pertenecían a dos o más razas. Del total de la población el 1.26% eran hispanos o latinos de cualquier raza.